# Surprise Valley (Oregon)
Surprise Valley az Amerikai Egyesült Államok északnyugati részén, Oregon állam Douglas megyéjében elhelyezkedő önkormányzat nélküli település.